# Open-jaw
Open-jaw (англ. «открытая пасть») — в тарификации авиаперевозок разновидность незамкнутого маршрута «туда и обратно», представляющего собой вилку, где пассажир летит обратно не из того же аэропорта, в который прилетает, или/и возвращается не в тот же аэропорт, из которого вылетает.

## Разновидности
Существует три типа незамкнутых маршрутов:
- Destination open-jaw — на пути обратно пассажир вылетает из аэропорта, не совпадающего с пунктом прибытия на пути туда, то есть от пункта прибытия на пути туда до пункта вылета на пути обратно пассажир добирается иным транспортным средством (автомобилем, поездом) или по другому авиабилету. Пример: туда Москва—Берлин, обратно Мюнхен—Москва;
- Origin open-jaw — на пути обратно пассажир прибывает в аэропорт, не совпадающий с пунктом вылета на пути туда. Пример: туда Москва—Париж, обратно Париж—Санкт-Петербург.
- Double open-jaw — два не связанных сегмента на одном бронировании. Пример: туда Москва—Берлин, обратно Мюнхен—Санкт-Петербург

Если разные аэропорты находятся в пределах одного города, то такие маршруты не считаются незамкнутыми.

## ARNK
Открытый отрезок маршрута, который пассажир должен преодолеть самостоятельно или по другому билету, на маршрутной квитанции отображается как «ARNK», что расшифровывается как «arrival unknown» («способ прибытия неизвестен»). Объясняется это тем, что как ARS авиакомпаний, так и основные глобальные дистрибьюторские системы требуют, чтобы сегменты шли последовательно, и попытка создать бронирование с прибытием в один аэропорт и последующим вылетом из другого выдаст ошибку. Значение ARNK даёт системе знать, что это сделано осознанно.
Типичный open-jaw маршрут на квитанции будет выглядеть следующим образом:
- Segment 1: 11-MAR: CDG/LED (Paris-Charles de Gaulle to Saint-Petersburg)
- Segment 2: ARNK:   Arrival Unknown or Surface Transportation from LED to SVO
- Segment 3: 15-MAR: SVO/CDG (Moscow-Sheremetyevo to Paris-Charles de Gaulle)

ARNK указан в качестве второго сегмента и обозначает, что преодоление этого отрезка пути по данному билету не предусмотрено.

## Использование
Незамкнутые маршруты могут использоваться для путешествий по какой-то стране. Например, путешественник может захотеть прилететь из Москвы в Берлин, на общественном транспорте или арендованном автомобиле доехать до Мюнхена, и уже оттуда вернуться в Москву. Другим примером являются морские круизы, где конечной точкой путешествия является не тот порт, из которого корабль изначально выходит. Два билета «в один конец» обычно стоят дороже, чем один билет «туда-обратно», поэтому специальные open-jaw тарифы, фактически совпадающие с ценой билетов «туда-обратно», позволяют пассажиру сэкономить. Авиакомпания также выигрывает, поскольку в этом случае пассажир летит обратно их рейсом, а не рейсом конкурента.

## Ограничения
Условием расчёта таких маршрутов по тарифу «туда и обратно» обычно является нахождение не совпадающих в маршруте пунктов вылета и прибытия в пределах одной страны либо региона. Часто открытый сегмент не может превышать лётные сегменты по расстоянию.